# Emanuel megye
Emanuel megye az Amerikai Egyesült Államokban, azon belül Georgia államban található. Megyeszékhelye és legnagyobb városa Swainsboro. Lakosainak száma 22 768 fő (2020. április 1.). Emanuel megye Jefferson, Toombs, Jenkins, Burke, Candler, Bulloch, Laurens, Johnson, Treutlen, Tattnall és Montgomery megyékkel határos.

## Népesség
A megye népességének változása:
| Lakosok száma | 22 611 | 22 568 | 22 841 | 22 867 | 22 708 | 22 768 |
|               | 2010   | 2011   | 2012   | 2013   | 2015   | 2020   |